# The Four Flusher
The Four Flusher é uma comédia cinematográfica muda estadunidense perdida de 1919 dirigida por Harry L. Franklin e estrelada por Hale Hamilton e Ruth Stonehouse. Foi produzida e distribuída pela Metro Pictures.

## Elenco
- Hale Hamilton como Lon Withers
- Ruth Stonehouse como Suzanne Brooks
- Harry Holden como Josiah Brooks
- Ralph W. Bell como Penington Crane
- Robert Badger como Jimmie
- Louis Fitzroy como Ford
- Fred Malatesta como Senor Emanuelo Romez (creditado como Frederick Malatesta)
- Effie Conley como Senora Flora Romez